# Vladimirkathedraal (Astrachan)
De kathedraal van de heilige Vladimir (Russisch: Собор Святого Владимира) is de kathedraal van het bisdom Astrachan, in het zuiden van Rusland. Ze is gewijd aan de vorst die Rusland kerstende, Vladimir de Grote. De kathedraal is een van de voornaamste neo-Byzantijnse bouwwerken van het Keizerrijk Rusland.

## Geschiedenis
Op 8 juni 1888 besloot de gemeenteraad van de stad tot de bouw van de kathedraal ter gelegenheid van het 900-jarig jubileum van de kerstening van Rusland. De kathedraal werd gebouwd tussen 1895 en 1902 in een wijk waar 11.000 orthodoxe christenen woonden, pal op de grens van de Russische en Tartaars nederzettingen. De kerk, zo was althans de bedoeling, moest een belangrijke missionaire rol spelen bij het betrekken van de islamitische Tartaren bij de orthodoxie. Zo waren de religieuze processies een mooi middel om de moslims kennis te laten maken met het orthodoxe geloof.
Op 10 september 1890 werd een ontwerp van de uit Sint-Petersburg afkomstige architecten Vassili Kossjakov en N. Ikavits goedgekeurd. Door trage fondsenwerving en een uitbraak van cholera in 1892 liep de bouw vertraging op en werden de werkzaamheden pas op 5 maart 1895 begonnen. De stadsarchitect Korzjinski had toezicht op de bouw, die zeven jaar zou duren. In 1902 kwam het gebouw gereed en dat was net op tijd voor de viering van de 300e verjaardag van de oprichting van het bisdom Astrachan.

## Sovjet-periode
Na de oktoberrevolutie werd de kerk ernstig beschadigd. Tijdens het oproer in maart 1919 stond de kerk in het centrum van de gevechten. In 1923 viel de Vladimirkerk bijna in handen van de renovationisten. De geestelijkheid van de kathedraal was verdeeld; de rector van de kerk begon vernieuwende diensten te houden terwijl de tweede priester trouw bleef aan de Kerk. Uiteindelijk moest de rector bakzeil halen en keerde terug naar de Russisch-orthodoxe Kerk. Andere grote kerken in Astrachan, zoals de Ontslapeniskathedraal, vielen wel in handen van de Levende Kerk. Voor een lange periode bleef het gebouw de kathedraal van de Russisch-orthodoxe Kerk, totdat in 1936 de vernieuwers de kathedraal toch nog overnamen. Uiteindelijk moesten ook zij het veld ruimen toen de Sovjet-autoriteiten het gebouw in 1939 lieten sluiten. De kathedraal ontsnapte ternauwernood aan de totale ondergang, want men wilde het gebouw vernietigen. Volgens de overlevering zouden echter de islamitische Tartaren, waarvan velen als metselaar aan de kerk hadden gewerkt, een delegatie naar Moskou hebben gestuurd om bij Michail Kalinin, de voorzitter van het Presidium van de Opperste Sovjet, te pleiten voor het behoud van de kathedraal. Hoe dan ook, de kathedraal bleef staan en voor lange tijd werd het gebouw gebruikt als opslagruimte voor hout, meel en graan. In de jaren 60, toen Nikita Chroesjtsjov een nieuwe vervolging tegen de Kerk inzette, dreigden de autoriteiten opnieuw met vernietiging. Ditmaal wilde men de kathedraal opblazen, maar terwijl de autoriteiten voorbereidingen lieten treffen reageerden gelovigen woedend en omsingelden ze samen met de islamitische Tartaren de kerk drie dagen lang als een levende ring. Geschrokken van het felle verzet trokken de autoriteiten de plannen in. Tot slot werd in 1967 de kerk verbouwd tot busstation. Om de kerkelijke uitstraling van het interieur uit te wissen werd het herhaaldelijk overgeschilderd, maar tot schrik van de lokale partijleiding waren na elke verflaag de gezichten van de heiligen nog te zien. De plaats van de toiletten van het busstation had men gebouwd op de plel waar ooit het altaar stond.

## Heropening
De kerk keerde in 1999 terug naar de Russisch-orthodoxe Kerk, waarna de kathedraal werd gerestaureerd.